# USトリエスティーナ・カルチョ1918
USトリエスティーナ・カルチョ1918（U.S. Triestina Calcio 1918）は、イタリア・トリエステを本拠地とするサッカークラブ。2021-22シーズンはセリエCに所属している。

## 歴史
1918年、Circolo Sportivo PonzianaとFoot-Ball Club Triesteの2チームが合わさり創設された。
1929年のイタリアプロリーグ発足後しばらくはセリエAに所属するが、1950年代後半に入りチーム力が減退、最終的にはセリエCが主戦場となった。その後しばらくチームの低迷期が続くが、1980年代に入りやや盛り返し、セリエBで数シーズンを過ごす。しかしこの時期、賭博問題が発生しトリエスティーナは勝ち点の減点処分を受けることになった。1985-86シーズンは-1、1986-87シーズンは-4、1987-88シーズンは-5の処分であった。この処分の影響もあり、1988年にチームは再びセリエC1に降格した。
2シーズン後、セリエBに昇格したが、1989-90シーズンの1シーズンであえなく降格。その後1993-94シーズンにコッパ・イタリア・セリエCを獲得するもののチームは破産、セリエDから再出発を余儀なくされた。
セリエDからの昇格は1シーズンで実現するも、しばらくはセリエC2の所属が続いた。この低迷期も2000年頃から上昇の気配に変わり、2000-01シーズンにC1昇格、2001-02シーズンにはB昇格を決め、続く2002-03シーズンにはA昇格まであと一歩というセリエB5位という成績を残した。2004-05シーズンにはセリエC1降格の危機もあったがプレイアウトを勝ち抜け、その後はセリエBでの戦いが続いていた。
2009-10シーズン、セリエBで18位となり、同19位のカルチョ・パドヴァとプレイアウトを行うことになった。パドヴァのホームでの初戦は0-0の引き分けだったが、第二戦をホームでの対戦でありながら0-3で落としプレイアウト敗退、レガ・プロ・プリマ・ディヴィジオーネへの降格が決まった。しかし、同シーズンを17位で終え、セリエB残留を決めていたACアンコーナが財政難のためセリエDへの降格が決まったことを受け、入れ替わりでかろうじてセリエBへの残留が決まった。
2012年6月19日、以前より陥っていた財政難により破産宣告を受けクラブは解散した。同年7月31日、ウニオーネ・トリエスティーナ2012 (Unione Triestina 2012) として新クラブが設立され、エッチェッレンツァから再起を図ることとなった。
トリエステ出身の元イタリア代表監督、チェーザレ・マルディーニが選手としてデビュー（1952年）したチームでもある。

## タイトル

### 国内タイトル
- セリエB : 1回
  - 1957-58
- コッパ・イタリア・セリエC : 1回
  - 1993-94
- セリエC : 1回
  - 1961-62
- セリエC1 : 1回
  - 1982-83
- セリエC2 : 2回
  - 1971-72, 1975-76

### 国際タイトル
- アングロ＝イタリアン・カップ：1回
  - 1980

## 過去の成績
| シーズン | ディビジョン                   | ディビジョン | ディビジョン | ディビジョン | ディビジョン | ディビジョン | ディビジョン | ディビジョン | ディビジョン | コッパ・イタリア |
| シーズン | リーグ                         | 試           | 勝           | 分           | 敗           | 得           | 失           | 勝ち点       | 順位         | コッパ・イタリア |
| -------- | ------------------------------ | ------------ | ------------ | ------------ | ------------ | ------------ | ------------ | ------------ | ------------ | ---------------- |
| 2000-01  | セリエC2 ・ジローネA           | 34           | 15           | 10           | 9            | 50           | 37           | 55           | 5位          | —                |
| 2001-02  | セリエC1 ・ジローネA           | 34           | 13           | 14           | 7            | 41           | 33           | 53           | 5位          | —                |
| 2002-03  | セリエB                        | 38           | 16           | 10           | 12           | 54           | 46           | 58           | 5位          | ベスト16         |
| 2003-04  | セリエB                        | 46           | 15           | 19           | 12           | 50           | 50           | 64           | 10位         | GS敗退           |
| 2004-05  | セリエB                        | 42           | 12           | 12           | 18           | 43           | 54           | 48           | 19位         | 1回戦敗退        |
| 2005-06  | セリエB                        | 42           | 12           | 15           | 15           | 44           | 51           | 51           | 13位         | 1回戦敗退        |
| 2006-07  | セリエB                        | 42           | 11           | 16           | 15           | 37           | 48           | 48           | 17位         | ベスト16         |
| 2007-08  | セリエB                        | 42           | 13           | 12           | 17           | 55           | 67           | 51           | 12位         | 3回戦敗退        |
| 2008-09  | セリエB                        | 42           | 16           | 11           | 15           | 52           | 47           | 59           | 8位          | 3回戦敗退        |
| 2009-10  | セリエB                        | 42           | 13           | 12           | 17           | 41           | 51           | 41           | 18位         | ベスト16         |
| 2010-11  | セリエB                        | 42           | 8            | 16           | 18           | 34           | 57           | 40           | 20位         | 2回戦敗退        |
| 2011-12  | レガ・プロ・プリマ ・ジローネB | 34           | 9            | 8            | 17           | 43           | 55           | 35           | 15位         | 3回戦敗退        |
| 2012-13  | エッチェッレンツァ             | 32           | 20           | 9            | 3            | 52           | 19           | 69           | 2位          | —                |
| 2013-14  | セリエD ・ジローネC            | 34           | 11           | 9            | 14           | 48           | 45           | 42           | 10位         | —                |
| 2014-15  | セリエD ・ジローネC            | 34           | 6            | 16           | 12           | 41           | 51           | 34           | 15位         | —                |
| 2015-16  | セリエD ・ジローネC            | 38           | 9            | 12           | 17           | 40           | 57           | 39           | 16位         | —                |
| 2016-17  | セリエD ・ジローネC            | 34           | 21           | 9            | 4            | 63           | 33           | 72           | 2位          | —                |
| 2017-18  | セリエC ・ジローネB            | 34           | 9            | 16           | 9            | 42           | 36           | 43           | 11位         | 2回戦敗退        |
| 2018-19  | セリエC ・ジローネB            | 38           | 19           | 11           | 8            | 60           | 33           | 67           | 2位          | 1回戦敗退        |
| 2019-20  | セリエC ・ジローネB            | 27           | 12           | 14           | 11           | 36           | 32           | 40           | 8位          | 2回戦敗退        |
| 2020-21  | セリエC ・ジローネB            | 38           | 15           | 14           | 9            | 48           | 40           | 59           | 6位          | 2回戦敗退        |
| 2021-22  | セリエC ・ジローネA            | 38           | 15           | 10           | 13           | 41           | 41           | 55           | 5位          | —                |
| 2022-23  | セリエC ・ジローネA            |              |              |              |              |              |              |              | 位           |                  |

## 歴代所属選手

### DF
- チェーザレ・マルディーニ 1952-1953
- ルイージ・ラディーチェ 1959-1960
- フランコ・カウジオ 1986-1988
- ダニエレ・アッリゴーニ 1992–1993
- イルデフォンス・リマ・ソラ 2005-2009
- アラン・ネフ 2009-2010

### MF
- ダニエレ・ガッロッパ 2004-2006
- ディノ・バッジョ 2005
- アルベルト・アクイラーニ 2003-2004

### FW
- デニス・ゴデアス 1991-1994, 1999.2-1999.6, 2003.8-2006
- マルコ・ボリエッロ 2001
- イサ・エリアクゥ 2005-2009
- ウィリー・オーバメヤン 2008-2009
- クリスティアン・パスクアート 2010